# Fondazione Giorgio Cini
La Fondazione Giorgio Cini è un'onlus istituita dal conte Vittorio Cini in memoria del figlio Giorgio, morto a soli trent'anni in un incidente aereo.

## Storia
Costituita il 20 aprile 1951, la fondazione è un centro d'arte e di cultura con lo «scopo di promuovere il ripristino del complesso monumentale dell'isola di San Giorgio Maggiore e di favorire la costituzione e lo sviluppo nel territorio di essa di istituzioni educative, sociali, culturali ed artistiche, occorrendo in collaborazione con quelle cittadine già esistenti». La piccola isola di fronte a piazza San Marco era infatti gravemente degradata da quasi centocinquant'anni di occupazione militare; gli interventi di ripristino e bonifica attuati dalla fondazione hanno consentito di reinserirla nella vita di Venezia e di farne un centro internazionale di attività culturali.
La rilevanza dell'impresa, una delle maggiori - come iniziativa privata - del XX secolo, è testimoniata, oltre che dall'investimento iniziale per il restauro, dalle manifestazioni promosse e ospitate e dal patrimonio, soprattutto artistico, che è conservato alla Fondazione sull'Isola e dal 1984 anche presso la Galleria di Palazzo Loredan Cini a San Vio.
La Fondazione oltre alle proprie attività di ricerca, mostre e convegni, spettacoli e concerti, accoglie congressi e convegni di qualificate organizzazioni scientifiche e culturali e ospita iniziative di assoluta importanza nel campo dei rapporti internazionali (in primis i due incontri dei G7 svoltisi nel 1980 e nel 1987).
La presenza dei maggiori intellettuali ed artisti, nonché di personalità della politica e dell'economia e il ricordo che ne serbano gli studiosi e gli ospiti che l'hanno frequentata sono un'ulteriore testimonianza del ruolo della Fondazione Giorgio Cini.

### Presidenti della Fondazione
- Nino Barbantini (1951-1952)
- Angelo Spanio (1953-1976)
- Bruno Visentini (1977-1995)
- Vittore Branca (1995-1996)
- Feliciano Benvenuti (1997-1999)
- Giovanni Bazoli (1999 - 2024)
- Gianfelice Rocca ( 2024 - in carica)

## Gli Istituti
Caratteristica della struttura della Fondazione Giorgio Cini, sin dalla sua nascita, è quella della divisione in Istituti e centri, che garantisce la vastità degli interessi di ricerca e il profilo scientifico delle pubblicazioni. Attualmente gli Istituti e centri attivi sono:
- Istituto di Storia dell'Arte (dal 1954)
- Istituto per la Storia della società e dello Stato Veneziano (dal 1955)
- Seminari di Musica antica (dal 1976)[2]
- Istituto per la Musica (dal 1985)
- Istituto Italiano Antonio Vivaldi (dal 1978)[3]
- Istituto Interculturale di Studi Musicali Comparati (dal 1999)
- Istituto per il Teatro e il Melodramma (dal 2007)
- Centro Studi di Civiltà e Spiritualità Comparate (dal 2012)
- Centro Studi del Vetro (dal 2012)
- Centro ARCHiVe Analysis and Recording of Cultural Heritage in Venice (dal 2018)

### L'Istituto di Storia dell'Arte
Per numero di iniziative e pubblicazioni, la ricchezza delle collezioni e dei fondi che ad esso afferiscono, l'Istituto di Storia dell'Arte è il maggiore tra quelli attivi nell'ambito della Fondazione Giorgio Cini. Esso nasce nel 1954 a seguito di un accordo tra la Fondazione Giorgio Cini e l'Università di Padova. Il primo direttore dell'Istituto è infatti il titolare della cattedra di Storia dell'Arte dell'ateneo patavino, Giuseppe Fiocco. Tra le varie iniziative, oltre alla pubblicazione di importanti testi scientifici sulla storia dell'arte veneta e l'organizzazione di convegni internazionali, va ricordata l'attività espositiva, incentrata sull'arte veneziana.

#### I direttori dell'Istituto di Storia dell'Arte
- Giuseppe Fiocco (1955-1971)
- Rodolfo Pallucchini (1972-1989)
- Alessandro Bettagno (1989-2002)
- Giuseppe Pavanello (2002-2013)
- Luca Massimo Barbero (2013 - oggi)

#### I periodici
Tra le attività dell'Istituto di Storia dell'Arte va ricordata la pubblicazione di importanti periodici specialistici, punti di riferimento per l'arte veneta:
- Arte Veneta (fondata nel 1947)
- Saggi e Memorie di Storia dell'Arte (fondata nel 1957)

## Le Biblioteche
Il cuore del complesso bibliotecario della Fondazione Giorgio Cini è la Nuova Manica Lunga, l'antico dormitorio dei padri benedettini progettato da Giovanni Buora, un eccezionale spazio di fruizione dei beni culturali e documentali concepito secondo i più moderni standard biblioteconomici internazionali.
Il progetto architettonico e di riqualificazione degli spazi, curato da Michele De Lucchi, favorisce un percorso di fruizione aperto e multidisciplinare, mettendo a disposizione degli utenti materiali preziosi e spesso introvabili altrove con buona parte del materiale in libera consultazione a scaffale aperto, in un insieme che si integra alla perfezione con la storica e monumentale biblioteca seicentesca realizzata sull'Isola di San Giorgio Maggiore da Baldassare Longhena.
La Nuova Manica Lunga rappresenta la "piazza ideale" del Centro Internazionale di Studi "Vittore Branca" istituito dalla Fondazione Cini nel 2010.
La dotazione bibliotecaria della Fondazione Cini annovera nuclei sulla storia di Venezia, sulla letteratura, la musica, il teatro e il melodramma, sulle relazioni tra Venezia e l'Oriente e sulle religioni e le civiltà comparate.
Il nucleo più significativo è certamente quello dedicato alla storia dell'arte. Questa biblioteca, infatti, ricca di oltre 150.000 volumi e circa 800 testate, di cui oltre 200 correnti, è una delle più ricche biblioteche specialistiche di storia dell'arte appartenente a un'istituzione italiana, seconda solo alla Biblioteca di Archeologia e Storia dell'Arte (BiASA) di Palazzo Venezia a Roma, che però raccoglie anche volumi di archeologia, e certo la più fornita di materiale riguardante l'arte e la civiltà veneziana.
Le biblioteche della Fondazione Giorgio Cini sono aperte al pubblico dal lunedì al venerdì.
La Fondazione conserva anche l'archivio della Sedrim.

## Il Centro Internazionale di Studi della Civiltà Italiana "Vittore Branca"
Il Centro Internazionale di Studi della Civiltà Italiana, intitolato al noto italianista e storico segretario generale della Fondazione Cini Vittore Branca, si trova sull'isola di San Giorgio Maggiore a Venezia.
Il Centro "Vittore Branca" è un polo di studi umanistici, facente capo alla Fondazione Giorgio Cini, la cui missione consiste nell'accogliere studenti, accademici, scrittori ed artisti che intendano trascorrere un periodo di studio a Venezia, vivendo a San Giorgio e lavorando nelle biblioteche della Fondazione e della città.
Il Centro "Vittore Branca", costituito nel 2010, accoglie senza limiti di età studiosi e artisti interessati a sviluppare un progetto di ricerca sulla civiltà italiana (veneta in particolare), con un orientamento multidisciplinare, in una delle sue principali manifestazioni: le arti, la storia, la musica, la letteratura e il teatro.
Al Centro "Vittore Branca" si accede a seguito di un'ammissione.
A sostegno di questa iniziativa la Fondazione Giorgio Cini offre borse di studio e cofinanziamenti a copertura del soggiorno presso le strutture residenziali del Centro ‘Vittore Branca’.

## IlLabirinto Borges
Alle spalle del Chiostro del Palladio e del Chiostro dei Cipressi è situato il Labirinto Borges, ricostruzione del giardino-labirinto che Randoll Coate ha progettato in onore di Jorge Luis Borges.
Il labirinto, realizzato su proposta di Pedro Memelsdorff ad opera della Fondazione Giorgio Cini in collaborazione con la Fundación Internacional Jorge Luis Borges, è stato inaugurato il 14 giugno 2011, a 25 anni dalla morte dello scrittore argentino.
Il Labirinto è ispirato al racconto di Borges Il giardino dei sentieri che si biforcano. Con queste parole Coate raccontò la genesi del suo progetto:
«Incontrai Borges grazie a Susana (Bombal, ndr). Naturalmente, fu lei ad accompagnarmi all'appuntamento. Era la prima volta che lo vedevo e lì per li mi resi conto, in modo davvero sconcertante, che era cieco. Mi mise molta soggezione l'idea di parlare con un cieco: io potevo vedere, mentre lui non poteva farlo. Cinque anni prima che Borges morisse, feci un sogno tremendo, nel quale udivo che Borges era appena morto. E allora mi dissi: "bisogna far sì che Borges non venga ricordato con una di quelle terribili statue - sai, con angeli e cose del genere. Deve essere qualcosa di veramente borgesiano, in altre parole, un labirinto". Fu così che cominciai a disegnarlo e a pensarlo, e a immaginare che forma potesse avere, nella mente di un uomo straordinario un labirinto straordinario. Il labirinto è un libro aperto; questo è il primo simbolo borgesiano. «Ts'ui Pen deve aver detto una volta: "Mi ritiro a scrivere un libro". E un'altra volta: "Mi ritiro a costruire un labirinto". Nessuno pensò che libro e labirinto fossero una cosa sola». Come si descrive il tempo in un labirinto? Io mi accorsi che le due O di 'Jorge' e 'Borges' formavano una perfetta clessidra. Marìa Kodama: l'ultimo di tutti i simboli è formato da una 'M' e da una 'K'.»

## Mostre
- Tiepolo. Ironia e comico (2004)
- Rosalba Carriera. "Prima pittrice de l'Europa" (2007)
- Teste di fantasia del Settecento veneziano (2007)
- Sebastiano Ricci. Il trionfo dell'invenzione nel Settecento veneziano (2010)
- Le Arti di Piranesi. Architetto, incisore, antiquario, vedutista, designer (2010)
- Penelope's Labour. Weaving Words and Images (2011)
- Mondo Uno. Virginio Bruni Tedeschi (2011)
- Las Artes de Piranesi. Arquitecto, grabador, anticuario, vedutista y diseñador (2012)
- Carlo Scarpa. Venini 1932 - 1947 (2012)
- Piranesi, Rome and the Arts (2013)
- Fragile?(2013)
- Marc Quinn (2013)
- Napoleone Martinuzzi. Venini 1925 - 1931 (2013)

## Opere principal
- Carlo Crivelli (attr.), Madonna Speyer, 1455 ca
- Tiziano Vecellio, San Giorgio, 1511 ca
- Dosso Dossi, Litigio, 1515-1516 ca